# Nyctegretis lineana
Nyctegretis lineana là một loài bướm đêm thuộc họ Pyralidae. Nó được tìm thấy ở châu Âu.
Sải cánh dài 17–19 mm. The butterflies are on wing từ tháng 7 đến tháng 8 tùy theo địa điểm.
Ấu trùng ăn Ononis repens repens, Ononis repens spinosa và sometimes Trifolium.

## Hình ảnh

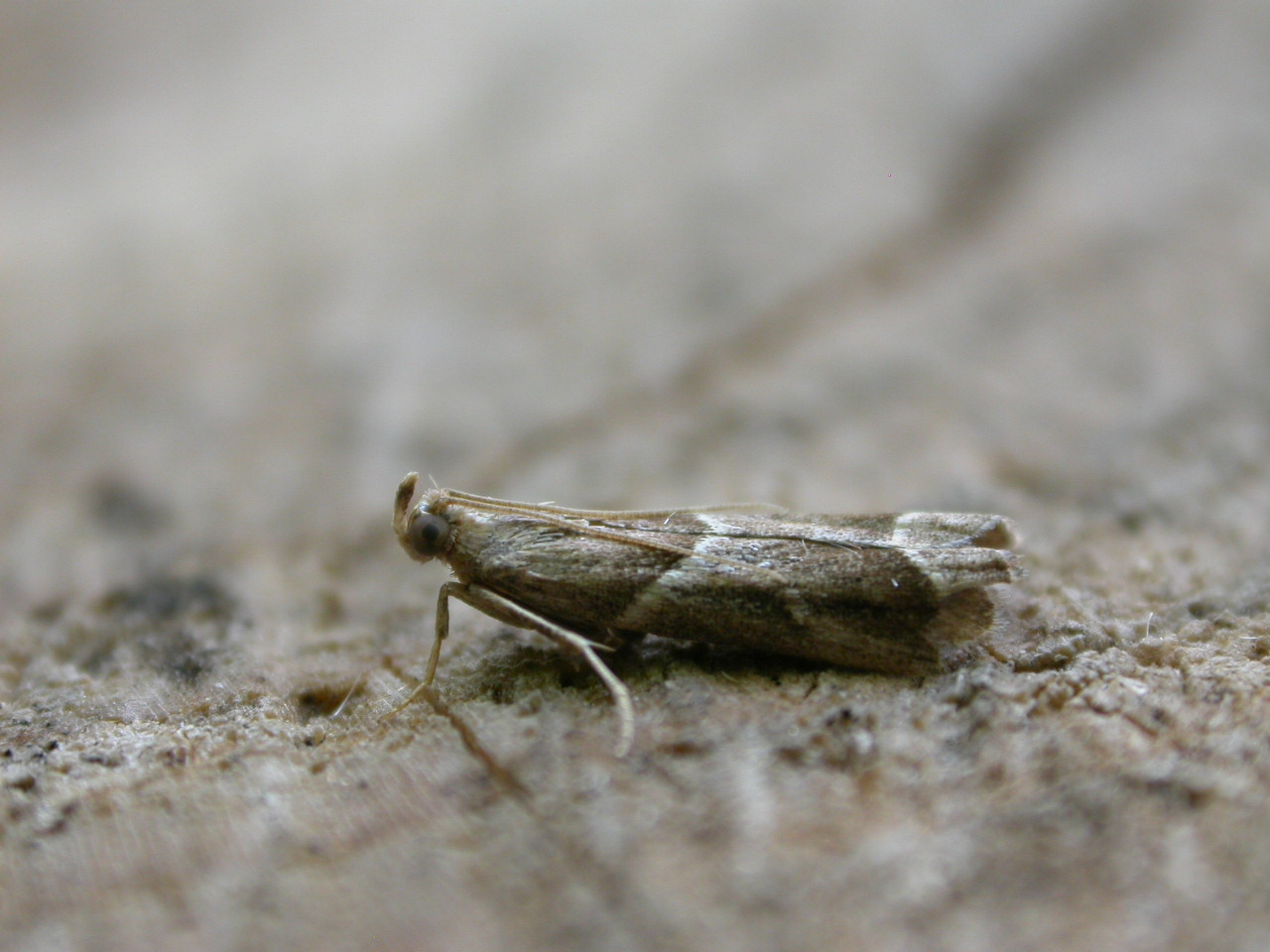
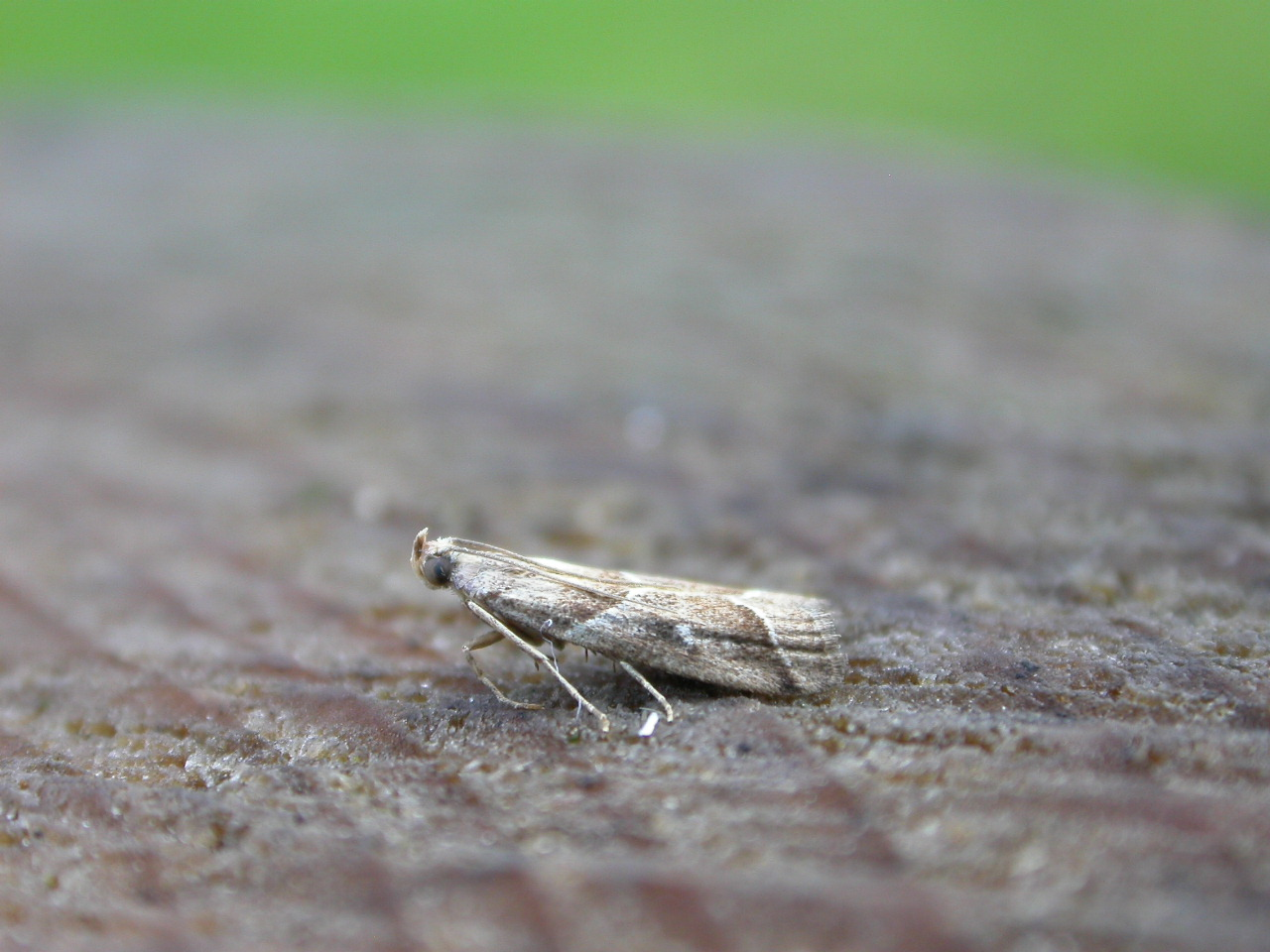